# Galium octonarium
Galium octonarium là một loài thực vật có hoa trong họ Thiến thảo. Loài này được (Klokov) Pobed. mô tả khoa học đầu tiên năm 1970.